# Овчарные Выселки
Овчарные Выселки — село в Вадинском районе Пензенской области России. Входит в состав Рахмановского сельсовета.

## География
Село находится в северо-западной части Пензенской области, в пределах восточной окраины Окско-Донской низменности, в лесостепной зоне, в верховье реки Тенево, к западу от автодороги 58К-48, на расстоянии примерно 6 км (по прямой) к юго-западу от села Вадинск, административного центра района. Абсолютная высота — 163 м над уровнем моря.
Климат
Климат характеризуется как умеренно континентальный. Средняя температура воздуха самого холодного месяца (января) составляет −11,5 °C (абсолютный минимум — −44 °С); самого тёплого месяца (июля) — 19,5 °C (абсолютный максимум — 38 °С). Продолжительность безморозного периода составляет 133 дня. Годовое количество атмосферных осадков — 467 мм. Снежный покров держится в среднем 141 день.
Часовой пояс
Село Овчарные Выселки, как и вся Пензенская область, находится в часовой зоне МСК (московское время). Смещение применяемого времени относительно UTC составляет +3:00.

## История
Основано в конце XVIII века на казачьих землях как выселок государственных крестьян города Керенск (из Покровской слободы) на бывшую овчарню, на которой крестьяне держали зимой овец. В середине XIX века в выселке находилось и волостное правление Рахмановской волости. Население являлось прихожанами Успенского собора города Керенск. По состоянию на 1911 год в деревне, входившей в состав Керенской волости Керенского уезда, имелись: одно крестьянских общества, 74 двора и две лавки. Население села того периода составляло 656 человек. По данным 1955 года в селе располагалась бригада колхоза имени Сталина. До 22 декабря 2010 года входило в состав Ключевского сельсовета.

## Население
| 1864 | 1911 | 1926 | 1930 | 1939 | 1959 | 1979 |
| ---- | ---- | ---- | ---- | ---- | ---- | ---- |
| 107  | ↗656 | ↗762 | ↗854 | ↘475 | ↘298 | ↘136 |
| 1989 | 1996 | 2002 | 2010 |      |      |      |
| ↘86  | ↘83  | ↘46  | ↘27  |      |      |      |

Половой состав
По данным Всероссийской переписи населения 2010 года, в гендерной структуре населения мужчины составляли 44,4 %, женщины — соответственно 55,6 %.
Национальный состав
Согласно результатам переписи 2002 года, в национальной структуре населения русские составляли 100 % из 46 чел.

## Улицы
- ул. Лягущовка,
- ул. Новая,
- ул. Центральная,
- ул. Шаболовка[10].